# جزيرة ليكون
جزيرة ليكون وهي جزيرة صغيرة من جزر إندونيسيا، وتقع في المحيط الهندي، في جزيرة سيمولو في إقليم آتشيه.